# Puerto Leguízamo
Puerto Leguízamo är en ort i Colombia.   Den ligger i departementet Putumayo, i den södra delen av landet, 500 km söder om huvudstaden Bogotá. Puerto Leguízamo ligger 189 meter över havet och antalet invånare är 9 098.
Terrängen runt Puerto Leguízamo är mycket platt. Runt Puerto Leguízamo är det mycket glesbefolkat, med 3 invånare per kvadratkilometer. I omgivningarna runt Puerto Leguízamo växer i huvudsak städsegrön lövskog.